# Nostrum
Nostrum ist eine 2012 gegründete Death-Doom-Band.

## Geschichte
Die in British Columbia beheimatete Band Nostrum wurde im Jahr 2012 von der Sängerin Alana Rush, dem Gitarristen Scott Browne, der Schlagzeugerin Erin Hodgson und dem Bassisten Kevin Smart gegründet. Nach der Veröffentlichung eines im Frühjahr 2013 von Cody Tron aufgenommenen Demos als Musikdownload via Bandcamp trat die Gruppe in ihrer Heimatregion auf und arbeitete die EP Painstaker aus. Die EP erschien im Jahr 2016 über das Do-it-Yourself-Kassettenlabel No One’s Ark in einer kleinen Auflage von 50 Einheiten sowie erneut als Download über Bandcamp. Sean Reavon vom Webzine Cvlt Nation lobte die EP und Band. Es sei ihm „schier unbeschreiblich wie verdammt großartig“ die drei Stücke auf Painstaker seien. In der Zeit der Entstehung kam es zu Umbesetzungen in der Gruppe. Eine an die Veröffentlichung anschließende Tournee entlang der amerikanischen Westküste bestritt Nostrum als Trio. Rush und Browne blieben erhalten, während Bina Berger als Schlagzeugerin hinzugekommen war. In einer Besprechung eines Auftritts der Tournee wurde der Minimalismus aus Gitarre, Gesang und Schlagzeug, die zu zwei Dritteln weibliche Besetzung und explizit die Schlagzeugerin Berger für ihr versiertes Spiel gelobt. Auch Colton Bills von Cvlt Nation lobte eine Performance der Band im Vorprogramm von Wolvhammer als zerschmetternden Auftritt. Zur Aufnahme des Debütalbums Infernal Tomb stieß der Bassist Cameron Saunders zur Gruppe. Das im Herbst 2016 in den Pandora’s Box Studios in Vancouver von Kevin Grindon aufgenommene Album erschien im April 2017 über Transylvanian Recordings sowie über das Bandcamp-Profil der Gruppe.

## Stil
Die Musik von Nostrum wird als dynamischer Death Doom kategorisiert. Gelegentlich wird auch auf weitere Genre wie Black Doom oder Sludge verwiesen. Der Band gelänge es humanes Leid zu transportieren, ihre Hörer „in Höhlen der Verzweiflung zu reißen“ und mit „mörderischen Riffs“ zu erwürgen.

## Diskografie
- 2013: Demo MMXIII (Demo, Selbstverlag)
- 2016: Painstaker (EP, No One’s Ark)
- 2017: Infernal Tomb (Album, Transylvanian Recordings)